# Harry Whittington (escritor)
Harry Whittington (4 de febrero de 1915-11 de junio de 1989) fue un novelista de misterio estadounidense y uno de los fundadores originales de la novela en rústica. Nacido en Ocala, Florida, desarrollo trabajos gubernamentales antes de convertirse en escritor.
También escribió bajo los nombres Ashley Carter, Harriet Kathryn Myers y Blaine Stevens, Curt Colman, John Dexter, Tabor Evans, Whit Harrison, Kel Holland, Suzanne Stephens, Clay Stuart, Hondo Wells, Harry White, Hallam Whitney, Henri Whittier, JX Williams.
Su reputación como escritor prolífico de novelas de "pulp fiction" es respaldada por su escritura de 85 novelas en un lapso de doce años (hasta siete en un solo mes) principalmente en los géneros de crimen, y novela negra. En total, publicó más de 200 novelas. Siete de sus escritos fueron producidos para la pantalla, incluida la serie de televisión Lawman. Su reputación de ser conocido como 'El Rey de los Pulps' se comparte con el autor H. Bedford-Jones. Solo siete de las novelas de Whittington están impresas hoy.